# جسم بلعمي
في علم الأحياء الخلوي، الجسيم البلعمي أو اليبلوع أو الفجوة الغذائية (بالإنجليزية: Phagosome)‏ هي الفجوة الناتجة من عملية إحاطة الجسم المراد ابتلاعه بواسطة الخلايا البلعمية. تتحد الجسيمات الحالة مع اليبلوع لهضم وتحليل الجسم الموجود في الداخل.
تتشكل حويصلة حول جزيء غمرته الخلايا البلعمية عن طريق عملية البلعمة ليتشكل لدينا ما يعرف بالجسم البلعمي (اليبلوع). تشمل الخلايا البلعمية المتخصصة البلاعم الكبيرة والعدلات والخلايا التغصنية (دي سي). يتكون الجسم البلعمي من اندماج غشاء الخلية حول الكائنات الدقيقة، أو عند تعرض الخلايا لظاهرة الهرم أو ظاهرة الموت الخلوي المبرمج. تحتوي الأجسام البلعمية على بروتينات مرتبطة بالغشاء من أجل دمجها مع الليزوزومات لتشكيل الجسيم الحال البلعمي الناضج. تحتوي الليزوزومات على إنزيمات وأنواع أكسجين تفاعلية (آر أو إس) تقتل وتحلل العوامل الممرضة. يمكن تشكل الخلايا البالعة غير المتخصصة، ولكنها غير قادرة على ابتلاع سوى نطاق صغير من الجزيئات، ولا تحتوي على أنواع الأكسجين التفاعلية (آر أو إس). تُنقل المواد المفيدة (مثل الأحماض الأمينية) من الجسيمات المهضومة إلى السيتوزول، وتُفرز الخلايا المخلفات لإزالتها. تشكيل الجسم البلعمي أمر بالغ الأهمية من أجل تحقيق التوازن ضمن الأنسجة وفي دفاعات المضيف الفطرية والتكيفية على حد سواء من أجل مواجهة مسببات الأمراض.                            
تستغل بعض البكتيريا البلعمة بالرغم من ذلك كاستراتيجية للغزو بطريقتين: إما أنها تتكاثر داخل الجسم البلعمي (مثل جرثومة الكوكسيلا على سبيل المثال)، أو تهرب نحو السيتوبلازم قبل اندماج الجسيم البلعمي مع الليزوزوم (مثل جرثومة الريكيتسيا). يمكن للعديد من المتفطرات، بما في ذلك المتفطرة السلية ونظيرة السل المتفطرة، التعامل مع البلاعم المضيفة من أجل منع الليزوزومات من الاندماج مع الجسيم البلعمي وخلق الجسيم الحال البلعمي الناضج. يحافظ النضوج غير المتكمل للجسيم البلعمي على بيئة مناسبة للعوامل الممرضة الموجودة بداخله.

## التكوين
يعتبر الجسم البلعمي كبيرًا بما يكفي لتحطيم البكتيريا بأكملها، أو الخلايا الهرمة والمتعرضة للموت الخلوي المبرمج، والتي يبلغ قطرها عادة 0.5 ميكرومتر. يعني هذا أن الجسم البلعمي أكبر من الإندوزوم (الدخلول)، والذي يقاس حجمه بالنانومترات.
يتشكل الجسم البلعمي عند ارتباط العوامل الممرضة أو الأوبسونين بمستقبلات الغشاء، والتي توُزع عشوائياً على سطح الخلية البالعة. تؤدي الإشارات «من الداخل للخارج» عند الارتباط إلى إطلاق بلمرة الأكتين وتكوين الغشاء الذي يحيط وينصهر خلف الكائنات الحية الدقيقة. تكون هناك حاجة لبروتين كيناز سي وفوسفوينوسيتيد 3-كيناز وفوسفوليباز سي (بي إل سي) من أجل الإشارة والتحكم في تطبيع الجسيمات. يمكن لمستقبلات سطح الخلية أن ترتبط أكثر بالجسيمات في آلية تشبه «السحّاب أو السوستة» إذ تحيط بالعامل الممرض من كل الاتجاهات، ما يزيد من ملاءمة الربط. تنقسم مستقبلات البلعمة لـ : مستقبلات إف سي (إف سي آر) والمستقبلات التكميلية (سي آر) ومستقبلات المانوز والديكتين-1، ما يعني إمكانية تحفيز البلعمة في حال عُبر عنها ضمن الخلايا غير البلعمية مثل الخلايا الليفية على سبيل المثال. تشارك بروتينات أخرى مثل مستقبلات «تول-لايك» في التعرف على أنماط العوامل الممرضة وغالبًا ما تُدمج مع البلعوم لكنها لا تؤدي للبلعمة في الخلايا غير البلعمية على وجه التحديد، لذلك لا تعتبر مستقبلات بلعمية.

### الإعداد للبلعمة
يُصنف الأبسون على أنه واسمة جزيئية مثل الأجسام المضادة والمكملات التي ترتبط بالعوامل الممرضة وتنظم وتسهل عملية البلعمة. يعتبر الغلوبولين المناعي آي جي جي  (IgG) النوع الرئيسي من الأجسام المضادة الموجودة في المصل. وهو جزء من الجهاز المناعي التكيفي، لكنه يرتبط أيضاً بالاستجابة الفطرية عن طريق تجنيد البلاعم من أجل بلعمة العوامل الممرضة. يرتبط الجسم المضاد بالميكروبات ذات مجال «فاب» المتغير، ويرتبط مجال Fc بمستقبلات Fc (FcR) من أجل الحث على البلعمة.
للاستيعاب الداخلي المتمم نتوءات غشائية قليلة الأهمية، لكن، تتقارب إشارة التيار لكلا المسارين من أجل تنشيط عائلة الـ آر إتش أو Rho المنشطة لـ  GTPases كي يتم التحكم في بلمرة الأكتين وهو أمر مطلوب حتى تندمج البلعمة مع الإندوسومات والليزوزومات.

### الخلايا غير البلعمية
تمتلك الخلايا البلعمية غير المتخصصة الأخرى درجة من نشاط البلعمة، مثل الخلايا الظهارية الدرقية والمثانية التي يمكن أن تبتلع كريات الدم الحمراء بالإضافة للخلايا الظهارية في شبكية العينوالتي تستوعب قضبان الشبكية. ومع ذلك، فإن الخلايا البلعمية غير المتخصصة لا تعبر عن مستقبلات بلعمية معينة مثل FcR ولها معدل داخلي أقل بكثير.
يمكن لبعض البكتيريا الغازية أن تحفز البلعمة في الخلايا غير البلعمية للمساعدة على امتصاص المضيف. على سبيل المثال: يمكن للشيغيلا أن تفرز سمومًا تغير من تركيب الهيكل الخلوي للمضيف وتدخل إلى الجانب الوحشي للخلايا المعوية.

## البنية
نظرًا إلى أن غشاء الجسم البلعمي يتكون من اندماج غشاء البلازما، فإن التركيب الأساسي للطبقة الفوسفولبيدية الثنائية هو نفسه. ثم تندمج الإندوسومات والليزوزومات مع الجسم البلعمي للإسهام في تكوين الغشاء، خاصة عندما يكون الجسيم الغارق كبيرًا جدًا، مثل الطفيليات. بالإضافة لتوفيرها مختلف البروتينات الغشائية للبلعوم وتعديلها للبنية الخلوية.
تستطيع الأجسام البلعمية أن تبتلع حبات اللاتكس الاصطناعية منخفضة الكثافة ثم تنقى على طول معامل تركيز السكروز، ما يسمح بدراسة التركيب والبنية. يمكن تمييز عملية النضج أيضًا عن طريق تنقية الأجسام البلعمية في نقاط زمنية مختلفة. تتميز البلعميات المبكرة بـ  Rab5، والتي تصبح Rab7 في البلعميات المتأخرة.

## عملية النضج
يصبح البلعم الناشئ أكثر حموضة من درجة الحموضة 6.5 إذ تصبح درجة حموضته 4 عند نضوجه، ويكتسب علامات البروتين المميزة والإنزيمات المائية. مع التأكيد على أنه لا يصنف كجرثوم بطبيعته. تعمل الإنزيمات المختلفة في درجات حموضة مثلى مختلفة لكل منها، وتشكل نطاقًا يعمل كل منها من خلاله في مراحل صغيرة ومختصرة من عملية النضج. يمكن ضبط نشاط الإنزيم عن طريق تعديل مستوى الأس الهيدروجيني، ما يتيح مرونة أكبر. يتحرك الجسم البالع على طول الأنابيب الدقيقة للهيكل الخلوي، حيث يندمج مع الإندوسومات والليزوزومات بشكل متتابع بطريقة «التقبيل والفرار» الديناميكية. يعتمد هذا النقل داخل الخلايا على حجم الأجسام البلعمية. تُنقل العضيات الكبيرة (التي يبلغ قطرها حوالي 3 ميكرومتر) بثبات شديد من محيط الخلية باتجاه المنطقة المحيطة بالنواة، بينما تُنقل العضيات الأصغر (التي يبلغ قطرها حوالي 1 ميكرومتر) بشكل ثنائي الاتجاه من الأمام والخلف بين مركز ومحيط الخلية. تُسلم مضخات البروتون الفراغية (v-ATPase) إلى البلعم لتحمض الحجرة العضوية، ما يخلق بيئة أكثر عدائية للعوامل الممرضة مع تسهيل تدهور البروتين. تُغير طبيعة البروتينات البكتيرية في درجات الحموضة المنخفضة ويصبح الوصول إلى البروتياز والذي لا يتأثر بالبيئة الحمضية أكثر سهولة. يُعاد تدوير الإنزيمات من الجسم البلعمي في وقت لاحق وقبل الابتلاع حتى لا تضيع. يتغير تكوين الغشاء الفوسفولبيدي أيضًا مع نضوج البلعوم.
يستغرق الانصهار من دقائق إلى ساعات حسب محتويات الجسم البلعمي؛ تدوم عملية الـ FcR أو الاندماج باستخدام مستقبلات المانوز أقل من 30 دقيقة، أما الأجسام البلعمية التي تحتوي على حبات اللاتكس فتستغرق عدة ساعات حتى تندمج مع الليزوزومات. يقترح أن تكوين الغشاء البلعمي يؤثر على معدل النضج. تحتوي المتفطرات السلية على جدار خلايا كاره للماء للغاية، والذي يُفترض أنه يمنع إعادة تدوير الغشاء وتوظيف عوامل الانصهار، وبالتالي لا ينغمس الجسم البلعمي بالليزوزومات وتتجنب البكتيريا التدهور.
تُنقل الجزيئات ذات اللمعة الأصغر عن طريق الاندماج أسرع من الجزيئات الأكبر حجمًا، ما يشير إلى أن قناة مائية صغيرة تتشكل بين الجسم البلعمي والحويصلات الأخرى أثناء عملية «التقبيل والفرار»، والتي يُسمح فيها فقط بتبادل محدود للخلايا.